# Bohdanivka, Berezanka
Bohdanivka (în ucraineană Богданівка) este un sat în comuna Dmîtrivka din raionul Berezanka, regiunea Mîkolaiiv, Ucraina.

## Demografie
Componența lingvistică a localității Bohdanivka
     Ucraineană (88%)
     Rusă (12%)
Conform recensământului din 2001, majoritatea populației localității Bohdanivka era vorbitoare de ucraineană (88%), existând în minoritate și vorbitori de rusă (12%).